# Elke Hipler
Elke Hipler (* 19. September 1978 in Essen) ist eine deutsche Riemenruderin.
Über ihren Großvater kam sie im Alter von 12 Jahren zum Rudern. Ihr erster Verein war ETuF Essen und seit 2001 startet sie für die Rudergemeinschaft Angaria Hannover. Sie studiert Geographie an der Universität Hannover. Ihr großes Talent bewies sie bereits bei ihren ersten Weltmeisterschaften im Jahre 1997 mit einem dritten Platz im Vierer. Nach der Vizeweltmeisterschaft im Jahre 1999 im Zweier, wurde sie 2003 Weltmeisterin im Paradeboot, dem deutschen Achter. Höhepunkte ihre Karriere waren die Teilnahme an den Olympischen Spielen in Athen 2004, bei denen sie mit dem Achter einen fünften Rang erreichte, und bei den Olympischen Spielen in Peking, bei denen der Frauenachter im Hoffnungslauf um das Erreichen des olympischen Finals nur den fünften und damit letzten Platz hinter Kanada, den Niederlanden, Großbritannien und Australien erreichen konnte. Tief enttäuschend legte die Crew um Schlagfrau Elke Hipler am Mediensteg an. „Ich habe keine wirkliche Erklärung. Es ist der leistungsstärkste Achter seit Jahren und wir waren im Training super drauf. Aber die anderen waren nun einmal schneller“, erklärte Hipler.
Nach den Olympischen Spielen 2004 nahm Hipler eine einjährige Auszeit vom Leistungssport, um sich verstärkt auf ihr Geographie-Studium zu konzentrieren. Im Sommer 2006 feierte Hipler bei den Ruder-Weltmeisterschaften in Eton mit einer Silber-Medaille als Schlagfrau im Achter und zusätzlich mit Bronze im ungesteuerten Zweier (mit Partnerin Nicole Zimmermann) ein erfolgreiches Comeback. Daran anschließend konnte Hipler 2007 bei den Weltmeisterschaften in München mit einem zweiten Platz im Zweier, wohingegen der Achter im Endlauf mit einem fünften Platz hinter den hohen Erwartungen zurückblieb.

## Internationale Erfolge
- 1995: 2. Platz im Zweier (Junioren-WM)
- 1996: 1. Platz im Zweier (Junioren-WM)
- 1997: 3. Platz im Vierer (Weltmeisterschaften)
- 1998: 6. Platz im Achter (Weltmeisterschaften)
- 1999: 2. Platz im Zweier (Weltmeisterschaften)
- 2002: 8. Platz im Zweier (Weltmeisterschaften)
- 2003: 1. Platz im Achter (Weltmeisterschaften)
- 2004: 5. Platz im Achter (Olympische Spiele Athen)
- 2006: Sieger Gesamt-World-Cup im Zweier
- 2006: 3. Platz im Zweier und 2. Platz im Achter (Weltmeisterschaften)
- 2007: 2. Platz im Zweier und 5. Platz im Achter (Weltmeisterschaften)
- 2008: 7. Platz im Achter (Olympische Spiele Peking)